# Theodrenaline
Theodrenaline (INN), còn được gọi là noradrenalinoethyltheophylline, là một liên kết hóa học của norepinephrine (noradrenaline) và theophylline được sử dụng như một chất kích thích tim.
Nó đôi khi được kết hợp với cafedrine.